# Harpiocephalus harpia
Harpiocephalus harpia е вид бозайник от семейство Гладконоси прилепи (Vespertilionidae).

## Разпространение
Видът е разпространен във Виетнам, Индия, Индонезия, Китай, Лаос, Провинции в КНР, Тайван, Тайланд и Филипини.